# Канете (Сондрио)
Канете је насеље у Италији у округу Сондрио, региону Ломбардија.
Према процени из 2011. у насељу је живело 15 становника. Насеље се налази на надморској висини од 733 м.